# Hemibates stenosoma
Hemibates stenosoma – gatunek słodkowodnej ryby z rodziny pielęgnicowatych (Cichlidae). Bywa hodowany w akwariach.

## Występowanie
Gatunek endemiczny jeziora Tanganika w Afryce Wschodniej. Jest tam szeroko rozprzestrzeniony. W południowej części jeziora występuje licznie w strefie bentalu, nad dnem mulistym.

## Opis
Osiąga w naturze do 30 cm długości. Dymorfizm płciowy jest wyraźnie zaznaczony. 
Drapieżna. Żywi się rybami i krewetkami głównie na głębokości pomiędzy 100 i 200 m.

## Warunki w akwarium
| Zalecane warunki w akwarium | Zalecane warunki w akwarium |
| --------------------------- | --------------------------- |
| Zbiornik                    | duży                        |
| Temperatura wody            | 24–27 °C                    |
| Twardość wody               | twarda 8–25°n               |
| Skala pH                    | 7,3–8,8                     |
| Pokarm                      | żywy, mrożony               |

## Status zagrożenia
Gatunek wpisany do Czerwonej księgi gatunków zagrożonych IUCN w kategorii LC (najmniejszej troski).